# Staatsloterij: Puur Geluk
Staatsloterij: Puur Geluk is een Nederlands televisieprogramma van de Staatsloterij, uitgezonden door RTL 4. Het programma werd van 2015 t/m 2016 gepresenteerd door Nance Coolen. Omdat Coolen vanaf 2016 niet meer bij RTL 4 onder contract staat, nam Ruben Nicolai vanaf dat jaar de presentatie over.
In het programma worden mensen verrast met bijzondere verhalen. Ze sturen geen brieven in, maar het programma zoekt mensen uit op sociale media.

## Extra uitzendingen
Op 27 mei 2017 werd een extra aflevering uitgezonden vanwege een bijzondere trekking. Mensen die tussen 2000 en 2008 meededen aan de Staatsloterij werden toen niet goed voorgelicht over de winkansen. De extra trekking gold als compensatie. Er deden ruim 2,8 miljoen mensen mee aan de bijzondere trekking. Er keken 933.000 mensen naar de uitzending.